# 小行星21495
小行星21495（21495 Feaga）是一颗绕太阳运转的小行星，为主小行星带小行星。该小行星于1998年5月发现。

## 轨道参数
小行星21495的轨道半长轴为339 435 339 km（2.2689528 UA），离心率为0.168。